# Strymon acis
Espèce
Strymon acis est une espèce d'insectes lépidoptères (papillons) de la famille des Lycénidés.